# 웡다이신

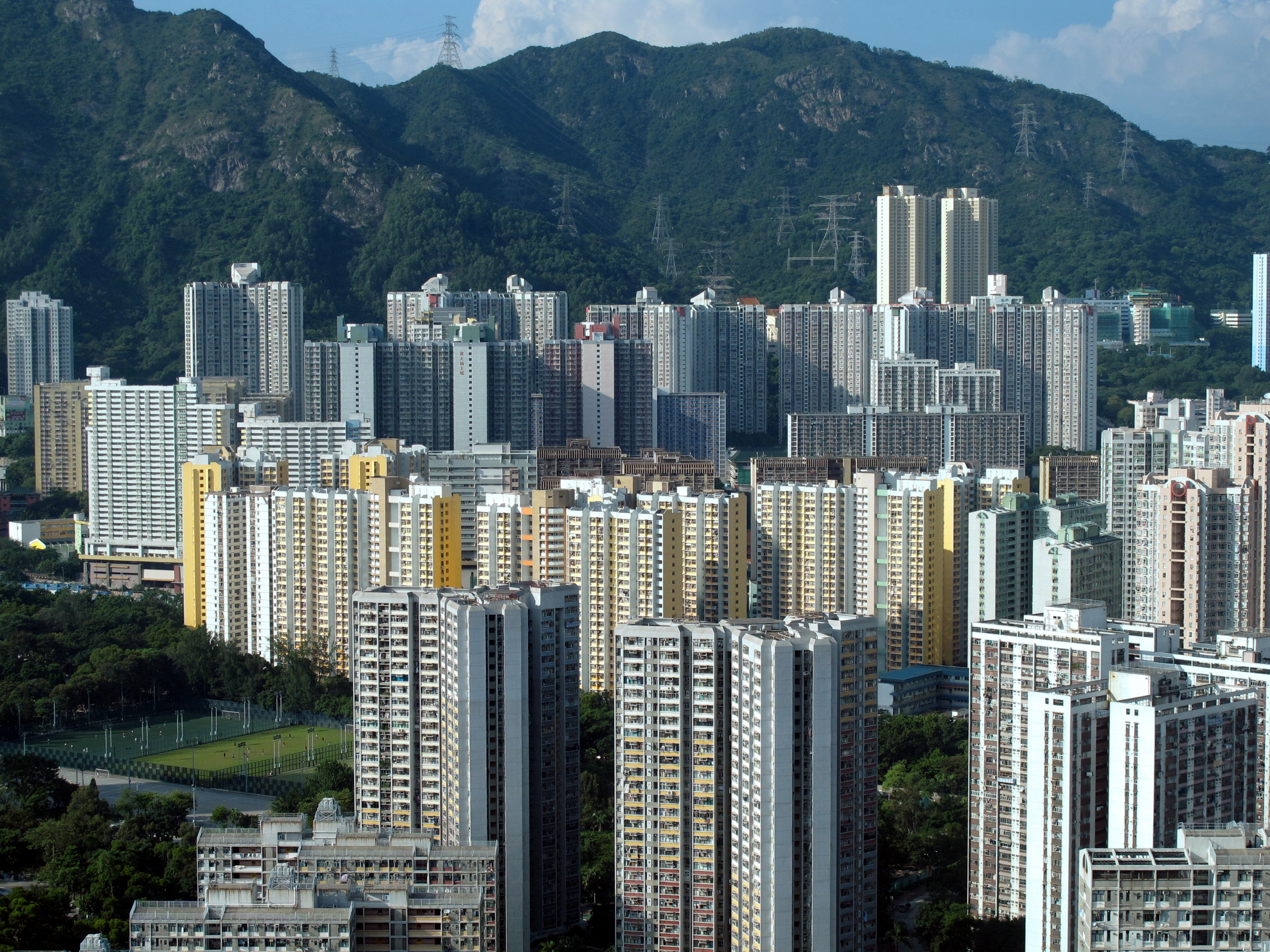
황다셴

웡다이신(중국어 간체자: 黄大仙, 정체자: 黃大仙, 병음: Huáng Dàxian, 영어: Wong Tai Sin)은 홍콩 웡다이신 구의 지역이다.